# Astronautyka (czasopismo)
Astronautyka – kwartalnik, od roku 1970 dwumiesięcznik popularnonaukowy Polskiego Towarzystwa Astronautycznego, wydawany przez Ossolineum, poświęcony popularyzacji osiągnięć astronautyki. Założony w 1955 jako „Biuletyn Informacyjny” Oddziału Śląskiego i Oddziału Krakowskiego tegoż towarzystwa. Nazwa „Astronautyka” od 1958 roku. Ukazywał się w latach 1958–1992. Potem jego wydawanie było zawieszone i na krótko przywrócone w latach 2000-2002.

## Historia

### Rok 1958
Zeszyt formatu A4 (76 stron maszynopisu), noszący datę 30 czerwca 1958, został oddany do druku 26 lipca w nakładzie 520 egzemplarzy - do Zakładu Produkcji Skryptów Politechniki Warszawskiej. Inicjatorem wydawania przez PTA własnego organu prasowego i założycielem „Astronautyki” był mgr inż. Władysław Geisler, przewodniczący Śląskiego Oddziału Wojewódzkiego PTA w Katowicach. Wydawnictwo „Astronautyka” nosiło wówczas podtytuł: „Biuletyn Informacyjny PTA”, gdyż stanowiło w pewnym sensie kontynuację i rozwinięcie Biuletynu Informacyjnego Śląskiego Oddziału Woj. PTA w Katowicach, zainicjowanego jeszcze w 1956 w marcu, a od sierpnia 1956 wydawanego już łącznie przez Śląski i Krakowski Oddział PTA (nr 4 i 5) techniką powielaczową jako biuletyn obydwu oddziałów. Począwszy od numeru 5/57 Biuletyn stał się oficjalnym organem informacyjnym PTA, redagowanym przez 3-osobowy zespół w składzie: Lech Bobrowski (Warszawa), Władysław Geisler (Katowice) i Kazimierz Kordylewski (Kraków). Do końca 1957 wyszło 7 zeszytów „Biuletynu”. Przez pierwsze półrocze 1958 trwały zabiegi o przekształcenie „Biuletynu” w periodyczne wydawnictwo prasowe, zakończone ukazaniem się zeszytu nr 1 „Astronautyki” w trzecim kwartale. Zeszyt nr 2 (85 stron) z datą 30.09.1958 został oddany do druku 7 listopada 1958, a zeszyt nr 3 – z datą 31.12.1958 w styczniu 1959 r.
Zeszyty „Astronautyki” z pierwszego rocznika zawierały artykuły o aktualnych wydarzeniach w kosmosie i nowościach ze świata. Autorami w tym okresie byli: Z. Bartkowski;, Krzysztof Boruń, Jan Gadomski, W. Geisler, R. Janiczka, K. Makowski, Zbigniew Pączkowski, Mieczysław Subotowicz, Janusz Thor, Olgierd Wołczek i Kazimierz Zarankiewicz. Redakcja i administracja znajdowała się w Katowicach. Wydawnictwo redagował zespół w składzie W. Geisler (red.) i członkowie K. Kordylewski, Zb. Pączkowski, O. Wołczek i K. Zarankiewicz. W następnych latach zespół redakcyjny ulegał zmianom.

### Lata 1959–1977
W 1959 w miejsce K. Kordylewskiego do zespołu redakcyjnego wszedł J. Thor, który od roku 1960 został też drugim redaktorem wydawnictwa w Warszawie, obok W. Geislera w Katowicach.
W 1961 wybrano nowy Komitet Redakcyjny w składzie red. K. Boruń, Wł. Fiszdon, W. Geisler, M. Łunc, Z. Pączkowski, J. Thor, A. Wróblewski, O. Wołczek.
W 1962 wybrano W. Geislera przewodniczącym Komitetu Redakcyjnego, a funkcję redaktora naczelnego powierzono red. Henrykowi Tycnerowi, który pełnił ją do roku 1970, wchodząc również w skład Komitetu Redakcyjnego wydawnictwa. Redakcję i administrację w całości przeniesiono do Warszawy.
W 1963 dokooptowano do Komitetu redakcyjnego J. Walawskiego i J. Mietelskiego - w miejsce J. Thora i A. Wróblewskiego.
W 1964 wszedł do Komitetu Redakcyjnego Włodzimierz Prywałow.
Od 1966 komitet działał w składzie: St. Barański, K. Boruń, Wł. Geisler (przewodniczący), Jerzy Jatczak,K. Kordylewski, M. Łunc, Henryk Muster, Zb. Pączkowski, Wł. Prywałow, H. Tycner, O. Wołczek.
W 1970 dokooptowano Jacka Machowskiego i Andrzeja Marksa.
W 1971 redaktorem naczelnym został O. Wołczek, a członkami zespołu redakcyjnego: W. Geisler i W. Prywałow. Wydawnictwo zostało przejęte przez Zakład Narodowy im. Ossolińskich we Wrocławiu - Oddział w Warszawie.
Od 1973 na czele Komitetu Redakcyjnego wydawnictwa stanął M. Subotowicz, a w skład komitetu weszli: W. Geisler, j. Grzegorzewski, J. Jatczak, K.Kordylewski, J. Malinowski, J. Mergentaler, H. Muster, Zb. Pączkowski i O. Wołczek.
Z końcem roku 1977 w miejsce zmarłego prof. Mustera oraz J. Malinowskiego i M. Wojtkowiaka weszli do komitetu: A. Górbiel, Jan Terlak i Piotr Wolański.

## Druk wydawnictwa
W 1959 druk przeszedł do Cieszyńskiej Drukarni Wydawniczej w Cieszynie (już w 4000 egz. z barwną okładką). Część kosztów pokrywano z dotacji Woj. Rady Narodowej w Katowicach. W 1960 i 1961 drukowano „Astronautykę” w drukarni RSW „Prasa” w Warszawie. W następnych dwóch latach realizowano druk w Stołecznych Zakładach Wydawniczych w Warszawie i w Zakładach Graficznych „Ruch” w Warszawie. Od 1964 „Astronautyka ” drukowana jest WDN w Warszawie. W 1960 nakład podniesiono do 5000 egzemplarzy, w 1967 powiększano sukcesywnie do 6433 egz. a w 1968 osiągnięto 7000 egz. Do 1969 „Astronautyka” była kwartalnikiem, od 1970 wychodziła co dwa miesiące. Od 1973 otrzymała nową szatę graficzną i wielobarwną okładkę.